# Elif Akgül
Elif Akgül ist eine türkische Journalistin, die insbesondere zu Themen wie Meinungsfreiheit, Menschenrechte und geschlechtssensiblem Journalismus arbeitet. Für ihre Berichterstattung über politische Verfolgung und ihre Arbeit im Bereich Pressefreiheit erhielt sie mehrere Auszeichnungen und war selbst von politisch motivierter Strafverfolgung betroffen.

## Leben
Akgül studierte am Institut für Cinema-TV der Istanbul Bilgi Universität. Sie begann ihre journalistische Laufbahn beim pro-kurdischen Fernsehsender İMC TV, der nach dem gescheiterten Militärputsch 2016 geschlossen wurde. Zwischen 2012 und 2018 arbeitete sie als verantwortliche Redakteurin im Bereich Meinungsfreiheit für die unabhängige Nachrichtenplattform bianet.org. 2018 war sie Fellow des Johannes-Rau-Programms der Internationalen Journalistenprogramme (IJP) in Deutschland. Zudem nahm sie 2022 am Berliner Stipendienprogramm der Organisation Reporter ohne Grenzen (RSF) teil, bei dem sie sich mit digitaler Sicherheit beschäftigte.
Im Februar 2025 wurde Elif Akgül im Rahmen einer großangelegten Razzia gegen den Halkların Demokratik Kongresi (HDK) in Istanbul verhaftet. Nach ihrer Festnahme war sie über drei Monate im Frauengefängnis Bakırköy in Untersuchungshaft, bevor sie Anfang Juni 2025 aufgrund einer Intervention der Media and Law Studies Association (MLSA) freigelassen wurde. Trotz ihrer Freilassung erhielt sie eine Ausreisesperre; der Prozess gegen sie dauert noch an.

## Wirken
Akgül hat sich mit ihren kritischen Beiträgen zur Meinungsfreiheit sowie Berichterstattung über politische und gerichtliche Repressionen in der Türkei einen Namen gemacht. Sie berichtete über den Mord am armenisch-türkischen Journalisten Hrant Dink und dessen juristische Aufarbeitung, wofür sie 2017 gemeinsam mit ihrer Kollegin Canan Coşkun den Spezialpreis der Metin-Göktepe-Journalismusauszeichnung erhielt. Weiterhin veröffentlichte sie mit Çiçek Tahaoğlu ein Handbuch über geschlechtssensiblen Journalismus.
Wegen ihrer journalistischen Tätigkeit erlebte sie regelmäßig Polizeigewalt und juristische Verfolgung. So wurde sie 2023 wegen angeblicher „Herabwürdigung der türkischen Nation“ nach Artikel 301 des türkischen Strafgesetzbuches angeklagt, jedoch später freigesprochen. Während ihrer Inhaftierung 2025 kritisierte sie öffentlich den Zustand der türkischen Justiz, insbesondere die willkürliche und politische Natur ihrer Haft und der vieler weiterer Inhaftierter.
Nach ihrer Freilassung erklärte Akgül, dass sie ihre journalistische Arbeit fortsetzen werde, insbesondere die Berichterstattung über Gerichtsverfahren gegen zu Unrecht inhaftierte Menschen.